# Luis Guillermo Solís
Luis Guillermo Solís Rivera (San José, 25 de abril de 1958) é um cientista político, historiador e acadêmico costarriquense, foi presidente do seu país de 2014 até 2018.
Em 6 de abril de 2014, ele foi eleito presidente da República da Costa Rica, representando o Partido de Acción Ciudadana, para um mandato de quatro anos que iniciou em 8 de maio do mesmo ano.